# 湾曲部
地理学において湾曲部（わんきょくぶ、英語: bight）とは、海岸線や川などでみられる曲がった形をした部分のことである。典型的には、わずかに引っ込んだ部分をもつ大きくて開けた湾 (bay) のことを指す。海峡よりも水深は浅い。伝統的に、探検家らは風向に関係なく、横帆式帆船の下隅索のうち1つだけを用いて抜け出せるような湾を bight と定義した。